# 1543
- Wikisource

| Calendário gregoriano                                                        | 1543 MDXLIII                                          |
| Ab urbe condita                                                              | 2296                                                  |
| Calendário arménio                                                           | 992 – 993                                             |
| Calendário bahá'í                                                            | -301 – -300                                           |
| Calendário budista                                                           | 2087                                                  |
| Calendário chinês                                                            | 4239 – 4240 Início a 4 de fevereiro (aproximadamente) |
| Calendário copta                                                             | 1259 – 1260                                           |
| Calendário etíope                                                            | 1535 – 1536                                           |
| Calendários hindus - Vikram Samvat - Calendário nacional indiano - Cáli Iuga | 1598 – 1599 1464 – 1465 4643 – 4644                   |
| Calendário Holoceno                                                          | 11543                                                 |
| Calendário islâmico                                                          | 950 – 951                                             |
| Calendário judaico                                                           | 5303 – 5304                                           |
| Calendário persa                                                             | 921 – 922                                             |
| Calendário rúnico                                                            | 1793                                                  |
| Calendário solar tailandês                                                   | 2086                                                  |

1543 (MDXLIII, na numeração romana) foi um ano comum do século XVI do Calendário Juliano, da Era de Cristo, e a sua letra dominical foi G (52 semanas), teve início numa segunda-feira e terminou também numa segunda-feira.
| Ano completo                         |
| ------------------------------------ |
| Ano comum com início à segunda-feira |

## Eventos
- É publicado o livro Das revoluções das esferas celestes de Nicolau Copérnico que demonstra a visão heliocêntrica do mundo. Uma das obras mais importantes do período do Renascimento, início de uma Revolução Científica.
- Tesouro da Virtude, publicado por Fr. Afonso da Ilha.
- De Humani Corporis Fabrica, publicado por Andreas Vesalius.
- É iniciada a construção da primeira ermida erigida no povoado de Santo António e que foi substituída pela Igreja de Santo António, mandada fazer por Jorge de Lemos e sua mulher Maria de Ávila, moradores na Vila das Velas.[1][2]
- É apresentado o plano para a fortificação dos Açores por Bartolomeu Ferraz à Coroa Portuguesa.
- 15 de abril - Fundação da Irmandade da Santa Casa da Misericórdia da Vila das Velas, Velas, ilha de São Jorge, Açores.
- 12 de julho - Sexto e último casamento de Henrique VIII de Inglaterra, com Catarina Parr.
- 23 de setembro - Os navegadores portugueses Francisco Zeimoto, António Mota e António Peixoto chegam ao Japão. Assim auxiliou a se formar as relações internacionais entre Japão e Portugal cerca de três séculos depois.[3]

## Nascimentos
- Janeiro
  - 1 de janeiro - Otto Walper, Otho Gaulperius, teólogo e filólogo alemão (m. 1624).
  - 7 de janeiro - Antonio Veneziano, poeta italiano (m. 1593).
  - 7 de janeiro - Helena, Arquiduquesa da Áustria, filha de Fernando I, Sacro Imperador Romano-Germânico (m. 1574).
  - 17 de janeiro - Adam Henricpetri, jurista e historiador suíço (m. 1586).
  - 18 de janeiro - Alfonso Ferrabosco, O Velho, compositor italiano (m. 1588).
  - 31 de janeiro - Tokugawa Ieyasu, 徳川家康', daimyō japonês (m. 1616).
- Fevereiro
  - 1 de fevereiro - Ambrosius Reudenius, teólogo e filósofo alemão (m. 1615).
  - 4 de fevereiro - Johannes Heurnius, filósofo e médico holandês (m. 1601).
  - 14 de fevereiro - Valentin Schindler, orientalista e filólogo alemão (m. 1604).
  - 16 de fevereiro - Eitoku Kanō, 狩野 永徳, pintor japonês (m. 1590).
  - 18 de fevereiro - Carlos de Lorena III, Duque de Lotaríngia (m. 1608). Carlos III de Lorena (1543-1608)

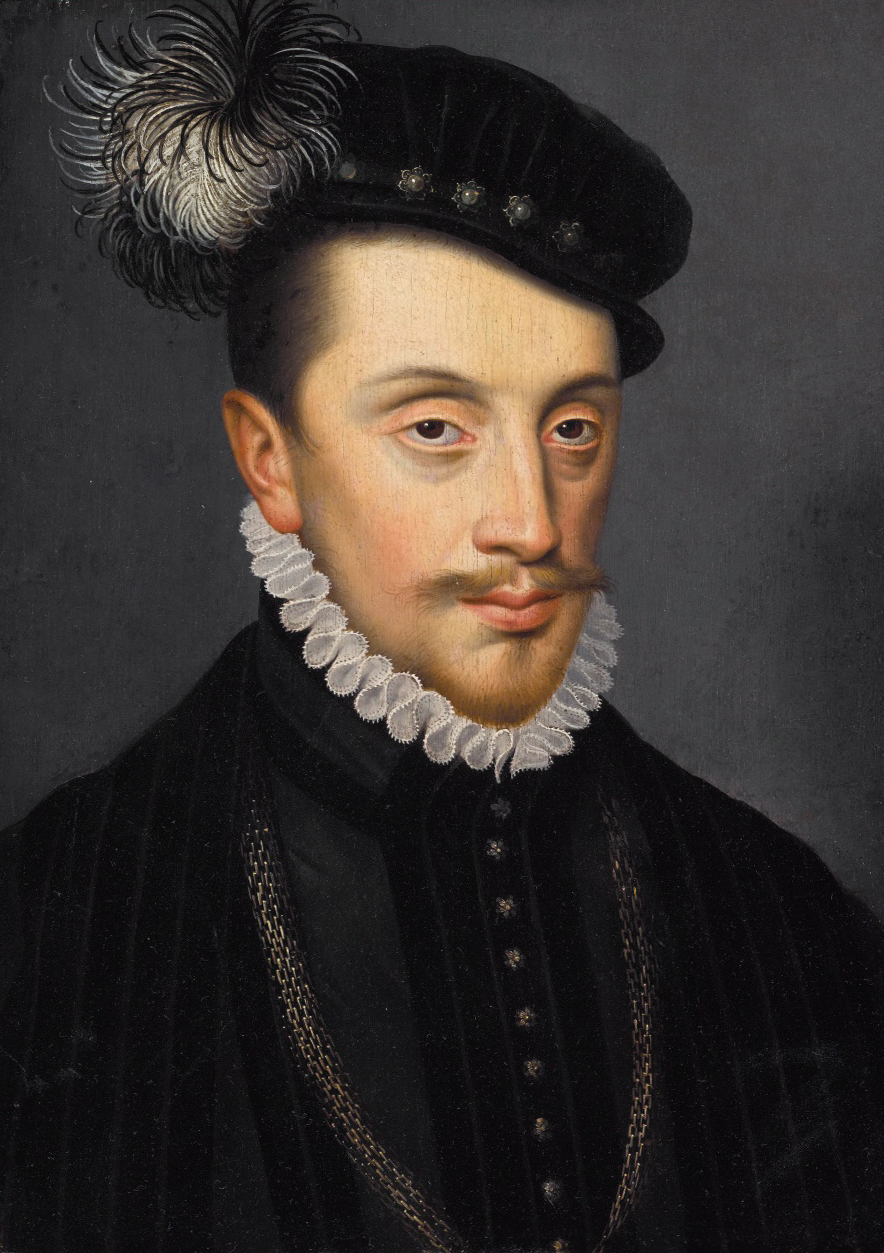
Carlos III de Lorena (1543-1608)

  - 28 de fevereiro - Johann Friedrich, Conde de Schönberg (m. 1614).
- Março
  - 5 de março - Louis des Balbes de Berton de Crillon, militar francês (m. 1615).
  - 7 de março - Johan Casimir, Conde Palatino do Reno (m. 1592).
  - 15 de março - Nathanael Chytraeus, humanista alemão e professor de latim e de poesia (m. 1598).
  - 20 de março - Johann Konrad Aitinger, oficial alemão (m. 1600).
  - 23 de março - Victor Giselinus, Victor Gislain, médico belga (m. 1591).
- Abril
  - 1 de abril - François de Bonne, Duque de Lesdiguières e Condestável da França (m. 1626).
  - 8 de abril - Konrad Schlüsselburg, teólogo luterano alemão (m. 1619).
  - 11 de abril - Georg Johann I, Conde Palatino de Veldenz, cognominado O Astuto (m. 1592).
- Maio
  - 10 de maio - Ottavio Gonzaga, Senhor de Cercemaggiore (m. 1583).
  - 22 de maio - Jan Moretus, O Velho, Johann Moerentorf, livreiro flamengo (m. 1610).
  - 23 de maio - Albrecht, Conde de Hohenlohe-Neuenstein (m. 1575).
- Junho
  - 18 de junho - Petrus Albinus, Peter von Weiße, historiador alemão e reitor da Universidade de Wittenberg (m. 1598).
  - 27 de junho - Nils Svantesson Sture Natt Och Dag, diplomata e militar sueco (m. 1567).
  - 28 de junho - Cristofano Malvezzi, organista e compositor italiano (m. 1599).
  - 29 de junho - Cristina, Princesa de Hesse, esposa de Adolfo, Duque de Holstein-Gottorp (1526-1586) (m. 1604).
- Agosto
  - 21 de agosto - Giovanni Bembo, 92º doge de Veneza (m. 1618).
- Setembro
  - 7 de setembro - François Pithou, Franciscus Pithoeus, advogado e filólogo clássico francês (m. 1621).
  - 14 de setembro - Claudio Acquaviva, Quinto Geral da Companhia de Jesus Claudio Acquaviva (1543-1615) (m. 1615).

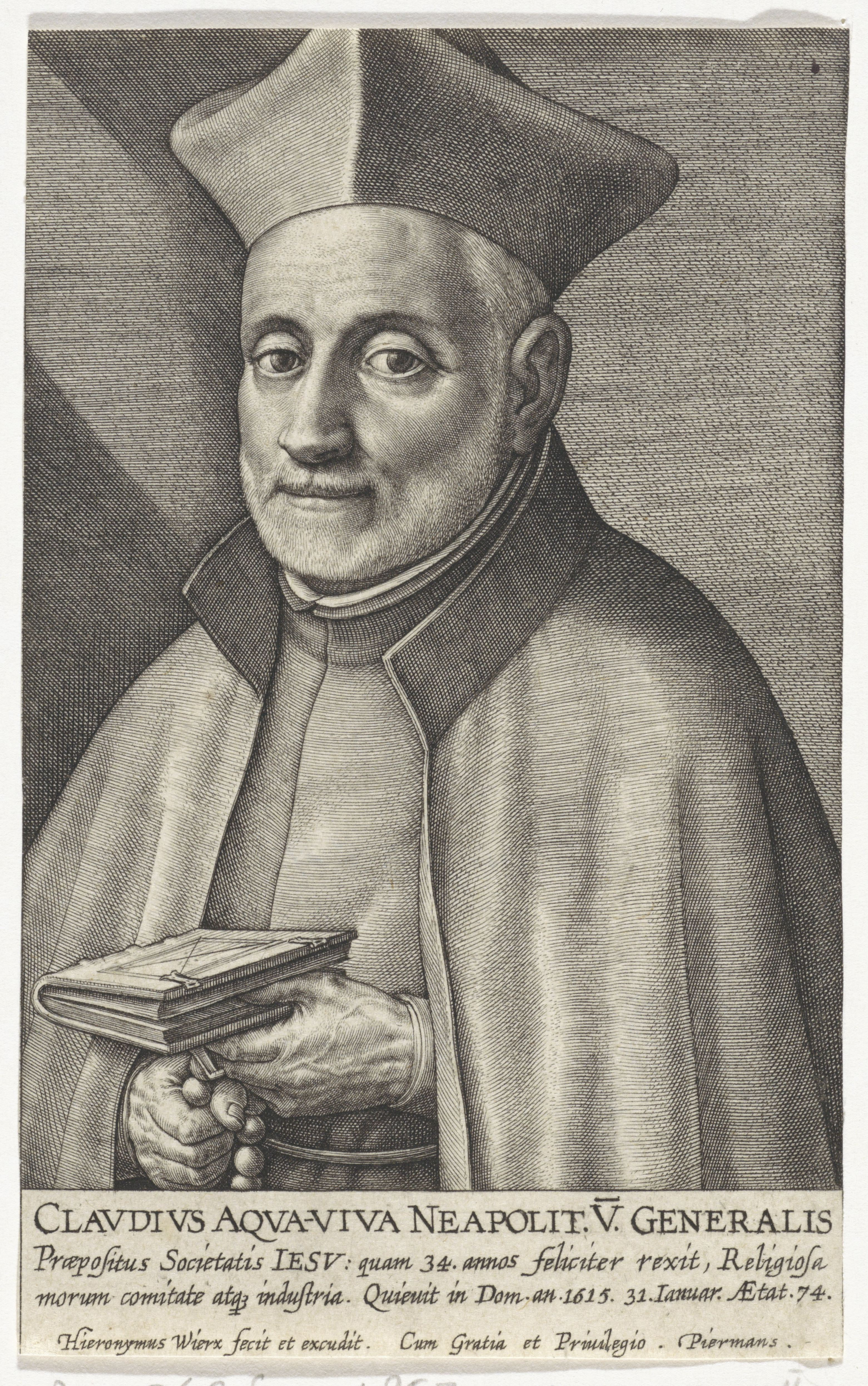
Claudio Acquaviva (1543-1615)

  - 29 de setembro - João de Cosmo I de Médici, arcebispo de Pisa e cardeal, filho de Cosmo I de Médici (m. 1562).
- Outubro
  - 20 de outubro - Simon Goulart, pregador e reformador francês (m. 1628).
  - 23 de outubro - Juán de la Cueva, poeta e dramaturgo espanhol (m. 1612).
- Novembro
  - 2 de novembro - Caspar Franck, teólogo alemão (m. 1584).
  - 8 de novembro - Lettice Knollys, condessa de Essex (m. 1634).
  - 30 de novembro - Christoph Andreas von Spaur, Bispo de Gurk, Áustria e de Brixen (m. 1613).
- Dezembro
  - 3 de dezembro - Ferrante Farnese, bispo católico e diplomata italiano (m. 1606).
  - 12 de dezembro - Heinrich II Reuss-Burgk, Senhor de Lobenstein (1577-85), Senhor de Kranichfeld (1577-86), e Senhor de Schleiz (1596-98) (m. 1608).
  - 29 de dezembro - Catharina, Condessa de Nassau-Dillenburg, irmã de Guilherme I, Príncipe de Orange (m. 1624).
  - Datas Incompletas
  - D. Jerónimo Barreto, sexto Bispo do Funchal, ilha da Madeira.
  - Tristão Gomes, filho de Cristóvão Martins de Agrinhão e de D. Joana Gomes de Castro.

## Mortes
- Janeiro
  - 2 de janeiro - Bonifacio Ferrero, bispo e cardeal italiano (n. 1476).
  - 3 de janeiro - Juan Rodríguez Cabrillo, explorador português a serviço da Espanha e descobridor da Califórnia (n. 1499).
  - 9 de janeiro - Guillaume du Bellay, historiador, diplomata e general francês (n. 1491). Guillaume du Bellay (1491-1543)

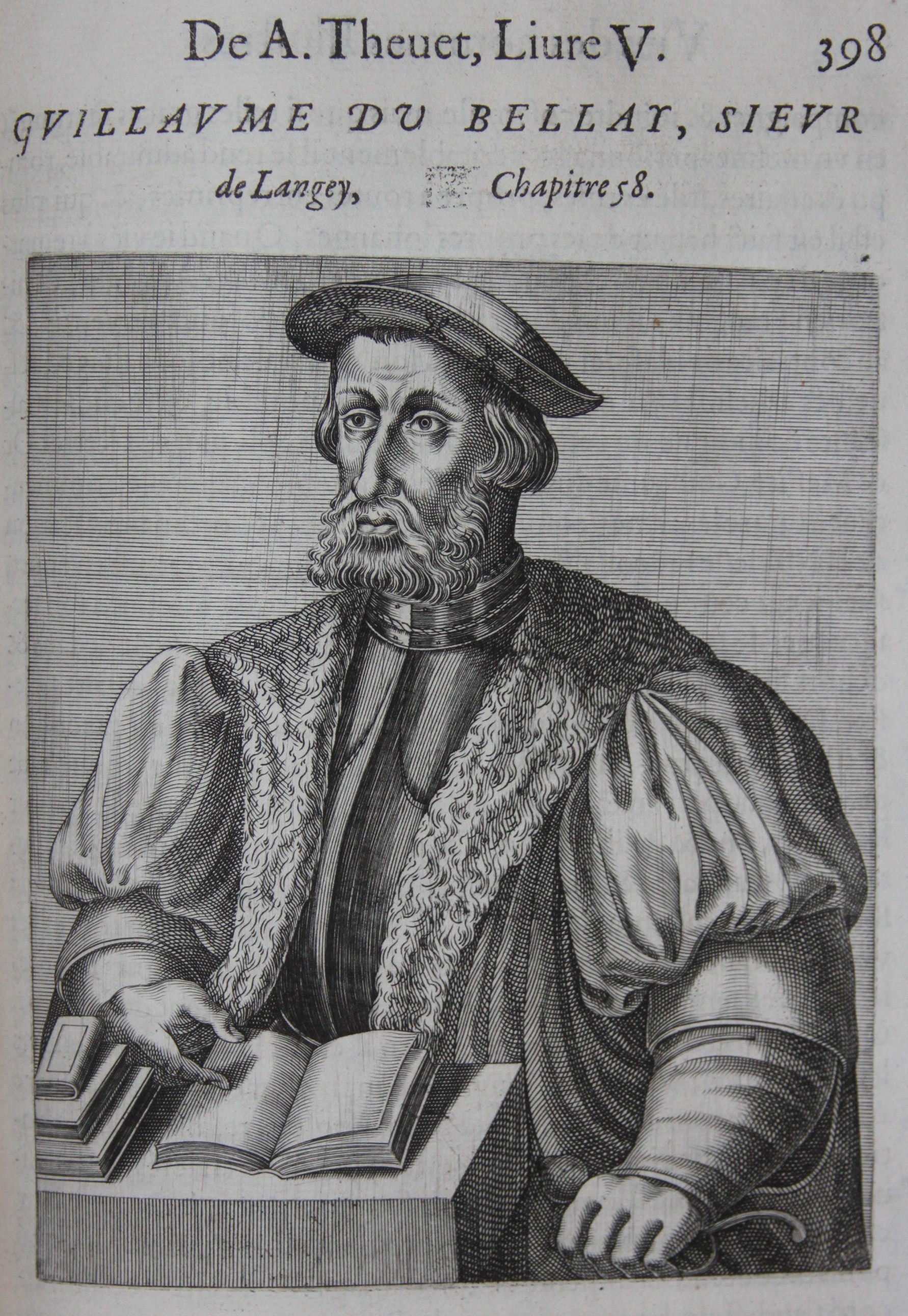
Guillaume du Bellay (1491-1543)

  - 29 de janeiro - Hieronymus Gemusaeus, O Velho, médico, humanista e professor de Física da Universidade de Basileia (n. 1505).
- Fevereiro
  - 13 de fevereiro - Johann Eck, O Velho, Johannes Maier, humanista e teólogo católico alemão, principal adversário de Lutero Johannes Eck (1486-1543) (n. 1486).

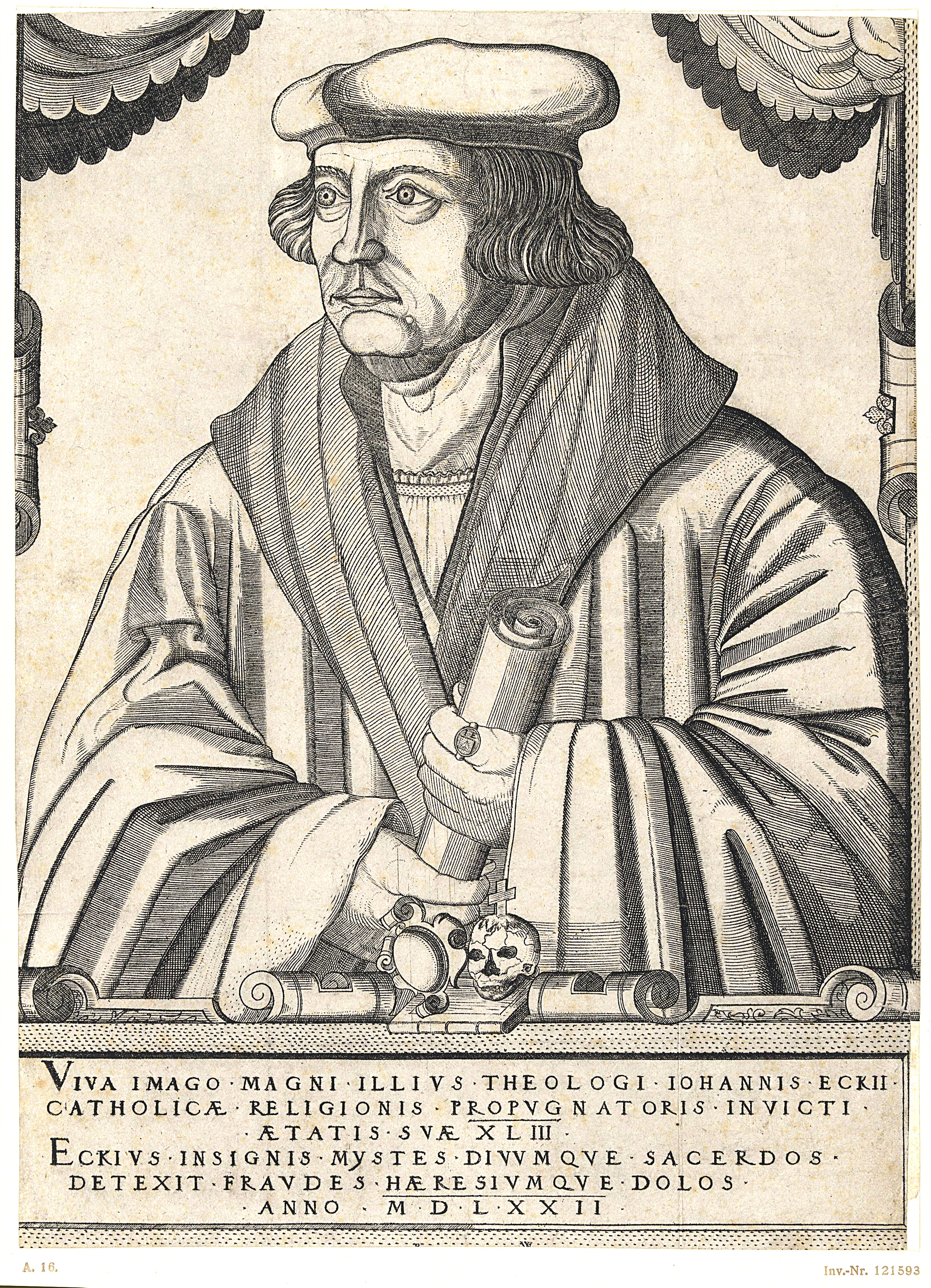
Johannes Eck (1486-1543)

  - 21 de fevereiro - Ahmad Gran, sultão de Adal (n. 1506).
- Março
  - 2 de março - John Neville, 3º Barão Latimer (n. 1493).
  - 20 de março - Johann Feige von Lichtenau, chanceler e humanista alemão, durante o governo de Philip I, Landgrave de Hesse (1504-1567) (n. 1482).
  - 30 de março - Cesare Cesariano, arquiteto e pintor italiano, e tradutor de uma obra de arquitetura de Vitrúvio (n. 1475).
- Abril
  - 4 de abril - Walther von Cronberg, Grão-mestre da Ordem Teutônica de 1527 a 1543 (n. 1479).
  - 15 de abril - Christoph von Stadion, Príncipe-Bispo de Augsburgo de 1517 a 1543 (n. 1478).
  - 15 de abril - Francesco Canova, também conhecido como Francesco da Milano, compositor e tocador da alaúde italiano (n. 1497).
- Maio
  - 16 de maio - Maciej Przybyło, humanista e médico polonês (n. 1490).
  - 24 de maio - Nicolau Copérnico, matemático e astrônomo polonês (n. 1473). Nicolau Copérnico (1473-1543)

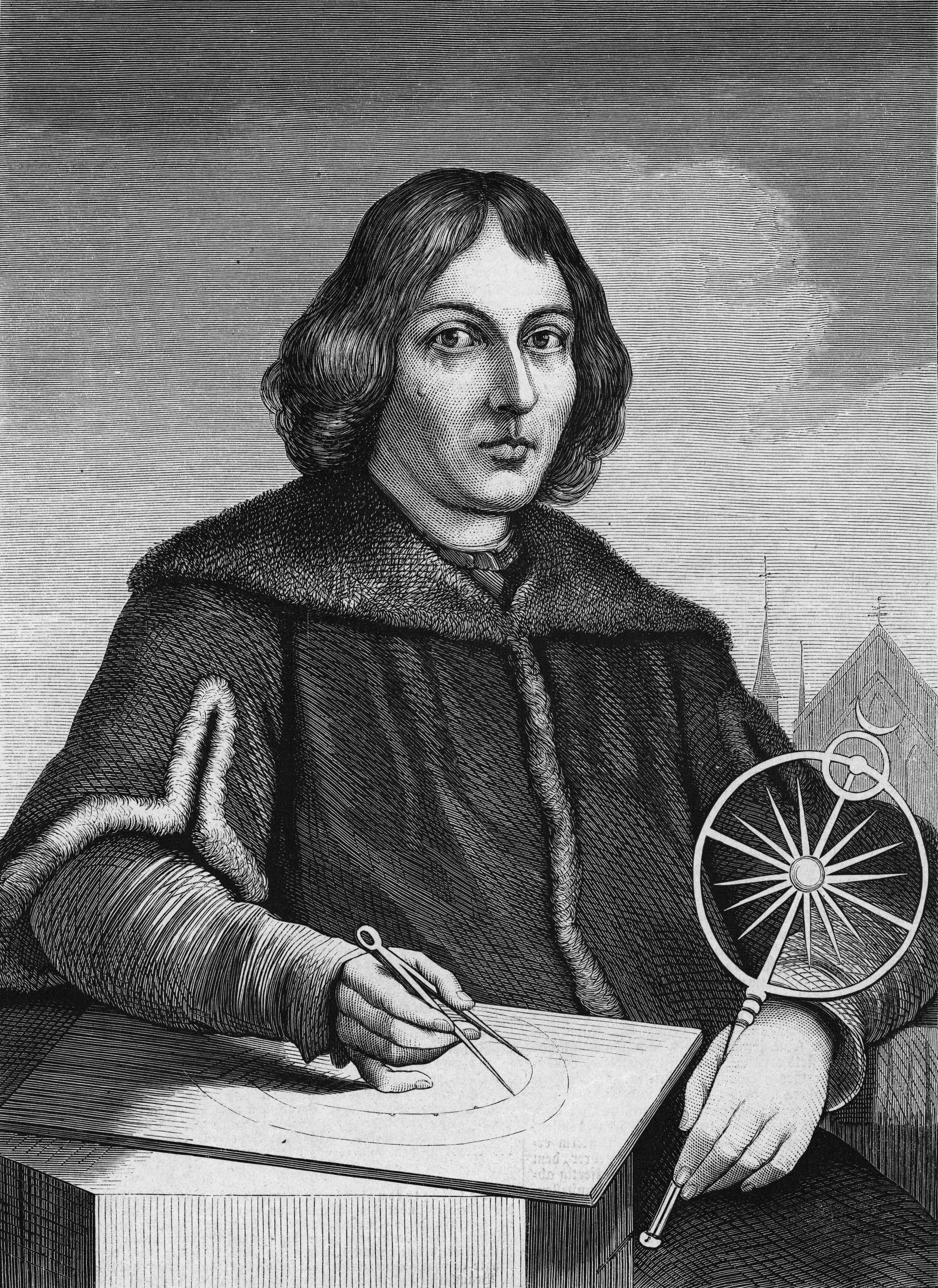
Nicolau Copérnico (1473-1543)

  - 30 de maio - Gisbertus Longolius, Gilbert de Longueil, humanista, médico e filólogo holandês (n. 1507).
- Junho
  - 6 de junho - Nikolaus Ellenbog, Nikolaus Cubitensis, humanista e beneditino alemão (n. 1481).
  - 9 de junho - Jean Beyaert, escultor flamengo (n. 1498).
  - 27 de junho - Agnolo Firenzuola, Michelangelo Girolamo Giovannini, monge e autor italiano (n. 1493).
- Julho
  - 19 de julho - Bertoldus Chiemensis, Bispo do lago Chiem, Baviera (n. 1465).
  - 19 de julho - Maria Bolena, irmã de Ana Bolena (1501-1536), esposa de Henrique VIII de Inglaterra, Rei da Inglaterra (n. 1499).
- Agosto
  - 1 de agosto - Magnus I, Duque de Saxe-Lauenburg,  (n. 1488).
  - 1 de agosto - Paulus Constantinus, Paul Phrygio, teólogo e reformador alemão (n. 1483).
  - 7 de agosto - Jean Le Veneur, político, cardeal e Bispo de Lisieux (n. 1473).
  - 10 de agosto - Ludwig Senfl, compositor renascentista e amigo de Martinho Lutero (n. 1486).
  - 16 de agosto - Valentin Kobian, livreiro alemão (n. 1500).
  - 18 de agosto - Antonio Sanseverino, cardeal e arcebispo de Tarento (n. 1477).
  - 19 de agosto - Marie von Juelich, filha de Guilherme IV, Duque de Jülich-Berg (1455-1511) (n. 1491).
  - 22 de agosto - Mizuno Tadamasa, 水野忠政, samurai japonês (n. 1493).
- Setembro

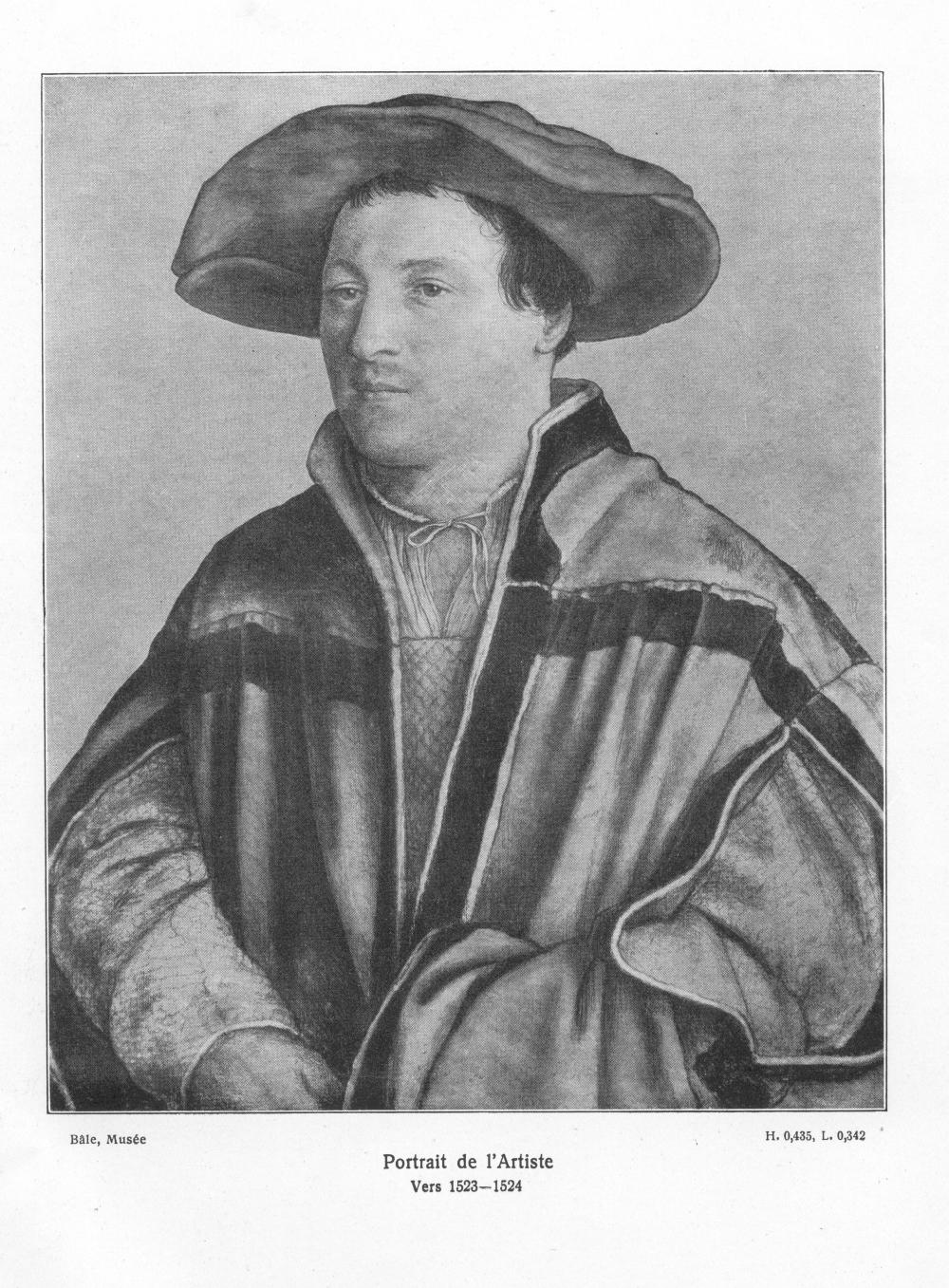
Hans Holbein, O Jovem (1497-1543)

- - 12 de setembro - Philip de Lannoy, Senhor de Molembais, Bélgica (n. 1487).
  - 20 de setembro - Thomas Manners, 1º Conde de Rutland,  (n. 1492).
  - 21 de setembro - Jeanne von Baden-Hochberg, Condessa de Neuchatel, filha de Philipp von Baden-Hochberg (1452-1503) (n. 1480).
  - 22 de setembro - Josse van Clichtove, teólogo e bibliotecário belga, foi adversário de Lutero (n. 1472).
  - 26 de setembro - Francesco Cornaro, cardeal italiano (n. 1478).
- Novembro
  - 1 de novembro - Nikolaus Brömse, burgomestre de Lübeck (n. 1472).
  - 10 de novembro - Matthäus Aurogallus, historiador, hebraísta, filósofo alemão e colaborador de Lutero na tradução da Bíblia (n. 1485).
  - 10 de novembro - Philippe de Vigarny, também conhecido como Philippe de Bourgogne, escultor e arquiteto francês (n. 1470).
  - 11 de novembro - Duarte de Portugal, Arcebispo de Braga, filho natural de João III de Portugal (1502-1557) (n. 1521).
  - 23 de novembro - Augustinus Marius, Augustinus Mair,teólogo católico alemão (n. 1485).
  - 27 de novembro - Girolamo Grimaldi, cardeal italiano (n. ?).
  - 29 de novembro - Hans Holbein, O Moço, renomado pintor alemão (n. 1497).
- Dezembro
  - 12 de dezembro - Maria Salviati, aristocrata italiana, filha de Lucrezia de' Medici (1470–1553) (n. 1499).
  - 19 de dezembro - Andreas Perneder, jurista alemão (n. 1500).
  - 20 de dezembro - Lorenz Truchseß von Pommersfelden, decano e erudito alemão (n. 1473).
  - 27 de dezembro - Jorge, O Pio, marquês de Brandemburgo-Ansbach (n. 1484).
  - 30 de dezembro - João Mateus Gilberti, diplomata, bispo de Verona e cardeal. (n. 1495).